# Taekgyeon
Taekgyeon (ook vaak geschreven als taekyon, taekkyon of taekyun) is een oude vorm van ongewapende zelfverdediging uit Korea. De naam taekgyeon wordt voor het eerst genoemd in het boek Manmulbo (만물보 hanja: 萬物譜) (ook wel Jaemulbo (재물보 hanja: 才物譜)), dat rond 1790 gepubliceerd werd door Lee, Sung-Ji (이성지) voor die tijd stond het bekend onder de naam subak (수박 hanja: 手搏).

## Geschiedenis
De geschiedenis van taekgyeon is niet geheel duidelijk, er zijn ook mensen die beweren dat taekgyeon een volkssport was, waarbij het puur en alleen de bedoeling was om de tegenstander uit evenwicht te brengen. Over het algemeen wordt echter aangenomen dat het taekgyeon ontstaan is uit het Subak en later ook zijn ingang vond bij het gewone volk waar het uitgroeide tot een sport. Op het schilderij Dae Kwae Do uit 1846 zijn waarschijnlijk twee beoefenaars van het taekgyeon afgebeeld.
Taekgyeon was wellicht verloren gegaan als rond 1971 Shin Han-seung (신한승) niet in aanraking was gekomen met Song Dok-ki (송덕기), waarschijnlijk een van de laatste taekgyeon-beoefenaars. Tijdens de Japanse colonisatie van Korea van 1910 tot 1945 was het namelijk verboden voor Koreanen om hun eigen vechtsporten te beoefenen, en dit had bijna geleid tot het verloren gaan van het taekgyeon.
Vanaf 1971 werkten de beide heren aan de verdere ontwikkeling en promotie van het taekgyeon. Dit leidde er zelfs toe dat het taekgyeon in 1983 van de Koreaanse regering het predicaat 'immaterieel erfgoed' of 'intangible cultural asset' (registratienr. 76) kreeg toebedeeld.

## Taekgyeon vs Taekwondo
Taekgyeon is niet, zoals vaak verondersteld wordt, de voorloper van het moderne taekwondo (태권도). Of beter gezegd: taekwondo vindt zijn oorsprong niet in het traditionele Koreaanse taekgyeon. De principes van beide sporten verschillen hemelsbreed van elkaar. Taekgyeon is veel ritmischer en 'zachter' dan taekwondo. In Taekgyeon is elke trap eigenlijk een duw, ook kent het taekgyeon veel worpen en duw- en trekbewegingen. Taekwondo-meesters hebben echter wel geprobeerd, om technieken vanuit het taekgyeon toe te voegen aan het taekwondo.

## Graduatie
Traditioneel kenden Koreaanse vechtkunsten, en dus ook taekgyeon, geen graduatie systeem. Tegenwoordig kunnen in het taekgyeon net als in andere moderne Koreaanse vechtkunsten examens afgelegd worden voor het behalen van een volgende graden. Er wordt gewerkt met een systeem van geup (급) en dan (단) graden. De graad van de leerling wordt aangegeven met een gekleurde sjerp en/of een ander uniform.

## Verspreiding
Tegenwoordig wordt het taekgyeon in Korea vertegenwoordigd door een aantal verschillende organisaties, en groeit daar gestaag. In 1984 werd door Lee Yong-bok (이용복) het 'Korea Traditional Taekgyeon Institute' opgericht voor de verspreiding van Taekgyeon in Korea en in 1985 werden voor het eerst taekgyeonwedstrijden gehouden in Busan. Recent werden diverse taekgyeonwedstrijden vertoond op de Koreaanse televisie (KBS), wat een enorme impuls betekende voor de groei en de populariteit van het taekgyeon. Internationaal is de groei van het taekgyeon echter beperkt, met hier en daar kleine groepjes die deze sport beoefenen.

## In de lage landen
In Nederland wordt de sport momenteel niet in groepsverband beoefend, wel is er een stichting in oprichting die zich graag wil inzetten voor de promotie van taekgyeon. In België wordt de sport wel op kleine schaal beoefend en heeft men contacten met de Duitse Taekgyeon Cirkel.